# Alliance 90/Les Verts
L’Alliance 90/Les Verts (en allemand : Bündnis 90/Die Grünen, sans article Grüne) est un parti politique allemand écologiste de centre gauche. Fondé en 1980 en Allemagne de l'Ouest sous le nom de Les Verts (en allemand : Die Grünen), il fait son entrée au Bundestag à l'occasion des élections fédérales de 1983. Il fusionne en 1993 avec l'Alliance 90 (en allemand : Bündnis 90), formation fondée en Allemagne de l'Est en 1990 à la suite de la chute du mur de Berlin et issue de l’opposition au régime communiste.
De 1998 à 2005, l'Alliance 90/Les Verts participent pour la première fois au gouvernement fédéral dans le cadre d'une coalition rouge-verte avec le Parti social-démocrate d'Allemagne (SPD) dans les gouvernements du chancelier Gerhard Schröder. En 2021 le parti retrouve le gouvernement fédéral au sein d'une coalition « en feu tricolore » (allusion aux représentations courantes des partis par une couleur) avec le SPD et le Parti libéral-démocrate (FDP) dans le gouvernement d'Olaf Scholz.
Depuis 2011, un membre du parti, Winfried Kretschmann, occupe pour la première fois un poste de ministre-président dans le Bade-Wurtemberg, tout d'abord en coalition avec le SPD, puis dans le cadre d'une coalition verte-noire avec l'Union chrétienne-démocrate d'Allemagne (CDU) depuis 2016.

## Histoire

### Contexte politique et sociologique dans les années 1970
L'émergence sur la scène politique de listes écologistes en Allemagne de l'Ouest est permise par les valeurs post-matérialistes d'une partie des nouvelles classes moyennes qui, ayant grandi dans une période de paix et de prospérité, mettent la qualité de vie au centre de leurs revendications ; ainsi que par la vigueur des mouvements protestataires estudiantins et par l'ampleur des problèmes écologiques auxquels est confronté le pays. Le Parti social-démocrate d'Allemagne (SPD) qui, sous la direction du chancelier Helmut Schmidt, soutient tant l'énergie nucléaire que le déploiement des euromissiles, n'est pas une option pour ces électeurs.
L'important mouvement pacifiste et apolitique Ostermarsch – du nom des marches de protestation qu’il organise lors du week-end de Pâques – est né dès 1960. Il prospère grâce à l'opposition à la guerre du Viêt Nam, organisant notamment à partir de 1967 des manifestations de 150 000 personnes. En plus de ces grandes manifestations, de nombreux groupements émergent : 38 000 associations et comités sont créés entre la fin des années 1960 et la fin des années 1970 sur des questions de développement urbain, de transports ou d'environnement. Si la plupart de ces groupements sont actifs au niveau local, d'autres le sont au niveau national, comme la Bundesverband Bürgerinitiativen Umweltschutz (BBU), fondée en juin 1972, ou le Bund Natur- und Umweltschutz, créé en juillet 1975. C'est également en 1975 qu'ont lieu les premières manifestations significatives contre un projet de centrale nucléaire, à Wyhl am Kaiserstuhl, dans le Bade-Wurtemberg.
Aux luttes environnementales, pacifistes ou antinucléaires s'ajoutent un conflit générationnel très marqué, de nombreux étudiants s'opposant non seulement aux politiques actuelles de l'Allemagne de l'Ouest, mais demandant également aux générations précédentes de rendre des comptes sur leurs actions sous le Troisième Reich. Ces étudiants n'adhèrent pour la plupart pas aux partis politiques préexistants et beaucoup se retrouveront dans les valeurs des listes écologistes. Les Verts allemands pourront ainsi compter – davantage que d'autres partis écologistes européens – sur un grand nombre de jeunes activistes au bénéfice d'une formation universitaire et non affiliés politiquement.
Ce foisonnement associatif ne se traduit pas immédiatement sur le plan politique. Hans Günter Schumacher, cofondateur de la BBU, voit par exemple des dangers pour les écologistes d’intégrer les parlements. Un premier pas vers le ralliement à la vie parlementaire a lieu à l'hiver 1971-1972, nombre de sympathisants à la cause anti-impérialiste s’en éloignant en raison des meurtres de la Bande à Baader et du « Radikalenerlaß » (décret contre les extrémistes) de janvier 1972. À la fin des années 1970, le climat de tension causé par l'extrême-gauche est décrit par les films Les Années de plomb de Margarethe von Trotta et L'Allemagne en automne de Rainer Werner Fassbinder.
Les grandes manifestations anti-nucléaires violentes de 1976 et 1977 à Brokdorf et Gorleben changent encore la donne : elles montrent les limites de l'opposition extra-parlementaire,. L'usage de la force contre les manifestants, notamment à Borkdorf, contribue en revanche à sensibiliser un public plus large aux problématiques environnementales. À la fin de l'année 1977, tant le congrès du Parti social-démocrate (SPD) que celui du Parti libéral-démocrate (FDP) traitent de la question de l'énergie nucléaire, mais aucun des deux partis ne se positionne contre son usage, poussant différents leaders écologistes à entreprendre une action politique.
À la fin des années 1970, des sondages créditent un parti vert national d'un potentiel électoral de 6 à 10% et un potentiel de sympathie de 15 à 20 %,. Un sondage réalisé en 1977 montre par ailleurs que 97% des Allemands pensent que la protection de l'environnement est un thème important ou très important et que 60% des Allemands sont opposés à une croissance économique qui implique de la pollution.

### Premières listes aux niveaux local et régional
À la fin des années 1970 se constituent alors nombre de listes écologiques au niveau communal dans la plupart des Länder,, indépendamment les unes des autres, du fait de l’organisation fédérale du pays. Leur succès entraîne à leur tour la constitution de liste au niveau des Länder.
En mars 1978, de premières listes écologistes sont ainsi constituées en vue des élections communales dans le Schleswig-Holstein et les résultats sont jugés encourageants. En plus des revendications environnementales, ces listes demandent notamment l'égalité entre les hommes et les femmes et la suppression du test de loyauté à la Constitution que doivent passer les candidats à la fonction publique. Parallèlement, la liste écologiste la plus emblématique de cette période, la Bunte Liste-Wehrt Euch (BLW), est créée en 1978 pour les élections pour la diète de Hambourg. Il s'agit d'un rassemblement d’une cinquantaine de comités antinucléaires et, plus largement, de 196 initiatives citoyennes actives dans différents domaines,. Elle décide d’inviter à se coaliser d’autres groupes, collectifs et organisations de tous les domaines et horizons pour former une liste d’« Initiative pour la démocratie et la protection de l’environnement ». Le 4 juin 1978, cette liste obtient 3.5% des voix lors des élections et une autre liste écologiste, la Liste verte de protection de l'environnement (GLU) 1.1%. Le même jour, une liste écologiste obtient 3.9% des voix lors d'élections régionales en Basse-Saxe. Les cadres des listes écologistes tant à Hambourg qu'en Basse-Saxe sont souvent issus du Parti social-démocrate et, moins fréquemment, du Parti libéral-démocrate. Si ces trois listes n'atteignent pas le seuil de 5% nécessaire pour obtenir des sièges, elles prennent des voix aux autres partis, si bien que le Parti libéral-démocrate ne parvient plus à recueillir suffisamment de voix pour se maintenir dans ces deux parlements.
Ces deux élections simultanées sont considérées comme la première fois où les écologistes deviennent une force avec laquelle il faut compter dans le paysage politique allemand. Elles incitent les écologistes à préparer des listes pour les élections régionales en Hesse en octobre de la même année et au Schleswig-Holstein au printemps 1979, ainsi que pour les élections européennes de 1979. En juillet 1978, Herbert Gruhl, député de la CDU au Bundestag depuis 1969, fonde la Grüne Aktion Zukunft (GAZ), un parti écologiste national d'inspiration conservatrice qui vient concurrencer les autres listes écologistes. Lors des élections régionales du 8 octobre 1978, la Liste verte de Hesse (GLH), menée par Alexander Schubart, n'obtient que 1,1 % des suffrages, et la GAZ seulement 0,9%. Lors des élections européennes de 1979, une alliance d'activistes écologistes obtient 3,2 % des voix au niveau national.
À Brême, le marxiste Rudi Dutschke, ex-leader de l'Union socialiste des étudiants allemands (SDS), est élu sur la liste des premiers "Verts" en 1979, puis élu délégué au congrès fondateur du futur parti. À Francfort, les ex-« Spontis » (partisans du spontanéisme) s’engageront dans le parti plus tardivement : Joschka Fischer en 1982 et Daniel Cohn-Bendit en 1984, dans un contexte d'alliance électorale complètement nouveau pour le futur allié, le Parti social-démocrate d'Allemagne (SPD).

### Premières années du parti national
La création d'un parti national suscite des résistances, certains militants pensant qu'un parti politique est forcément synonyme de hiérarchie, de corruption et de carriérisme. À l'inverse, d'autres voient là une chance de mettre en avant de nouveaux thèmes. De plus, le système électoral allemand, qui fixe un seuil électoral à 5 % pour entrer au Bundestag et dans les parlements régionaux et qui donne droit à un financement généreux pour les partis politiques qui obtiennent un certain score aux élections européennes, législatives ou régionales, pousse les mouvements écologistes allemands, pourtant très hétérogènes, à s'unir.
Le parti vert allemand (Die Grünen) est officiellement fondé le 13 janvier 1980 à Karlsruhe, en Allemagne de l'Ouest, issu du mouvement écologiste et pacifiste de la fin des années 1970. Les origines en partie marxistes du parti le rendent davantage similaire à la Gauche verte néerlandaise qu'à d'autres partis verts européens. Le parti fonde son action sur quatre éléments principaux : l'écologie, la non-violence, la démocratie de proximité et les considérations sociales, même si des divergences quant à l'application de ces principes ne tardent toutefois pas à apparaître. Les Verts adoptent des structures différentes de celles des partis traditionnels : les élus ne peuvent pas occuper de fonction dirigeantes dans le parti, la structure du parti n'est pas professionnalisée et la base dispose de l'essentiel du pouvoir. De plus, lorsque des Verts seront élus au Bundestag en 1983, ils devront démissionner à mi-mandat, selon le principe dit de rotation, et verser la plus grande partie de leurs salaires pour des projets environnementaux. Le nombre de membres du parti passe de 18 000 à 40 000 pendant les années 1980, un chiffre qui reste deux fois plus bas que celui du FDP.
Au début des années 1980, la CDU envisage de réclamer la dissolution du jeune parti vert, l'accusant de sympathie pour la lutte armée et d’idées contraires à la Constitution allemande. Représentant alors la gauche radicale et entendant lutter de front pour la justice sociale et la protection de l’environnement, il est très mal perçu par les partis traditionnels. Les Verts remettent en effet en cause le consensus allemand d'après-guerre incluant appartenance à l'OTAN, croissance économique, consumérisme et citoyenneté passive dans le cadre de la démocratie représentative. Les médias pensent également majoritairement que le parti sera éphémère en raison de sa nature protestataire et sa concentration sur les aspects écologiques.
Lors des élections législatives d'octobre 1980, les Verts n'obtiennent qu'un score modeste de 1,5 % des voix qui ne leur permet pas d'entrer au Bundestag, la chambre basse du parlement allemand. L'année suivante, la plus grande partie de l'aile droite des Verts allemands quitte le parti. Entre 1981 et 1982, les Verts entrent dans quatre parlements régionaux supplémentaires. Ces résultats leur permettent d'obtenir non seulement de l'attention médiatique, mais également des ressources financières, ainsi que de l'expérience parlementaire qui sera ensuite utile au niveau national. Cela intervient également à un moment où les libéraux du Parti libéral-démocrate (FDP) n'atteignent pas le seuil électoral de 5 % lors de plusieurs élections régionales, renforçant l'importance des Verts et lui donnant parfois la possibilité de jouer les faiseurs de roi.
Le 17 septembre 1982, sur fond de crise causée par le Deuxième choc pétrolier, la coalition sociale-libérale au pouvoir depuis 1969 en Allemagne, se rompt à la suite de désaccords irréconciliables sur la politique économique et du virage à droite des libéraux. Helmut Kohl, chef de la droite, entreprend des négociations avec le FDP en vue de reconstituer une « coalition noire-jaune », majoritaire au Bundestag, ce qui oblige le SPD, principal parti de centre-gauche, à chercher un accord sur sa gauche avec les Verts.
Lors de la campagne pour les élections législatives de 1983, les Verts peuvent, en raison des politiques centristes du SPD, revendiquer tant l'héritage des mouvements antinucléaires et pacifistes en particulier que, d'une manière plus générale, des nouveaux mouvements sociaux. Ils obtiennent 5,6 % des voix et 27 sièges au Bundestag (où ils se distinguent des autres députés, arborant cheveux longs, baskets et pulls en laine),. La montée des Verts se fait principalement aux dépens du SPD. Lors des élections législatives suivantes, en 1987, ils obtiennent 8,3 % des voix et 42 députés.
Entretemps, ils ont déjà obtenu 8,2 % des voix lors des élections européennes de 1984. Ils forment alors avec la Gauche verte néerlandaise et les Italiens de Démocratie prolétarienne et du Parti d'unité prolétarienne, mais sans les Verts wallons et flamands, la Fédération de l'Alliance verte-Alternative européenne. Cinq ans plus tard, lors des élections européennes de 1989, ils acceptent de développer un programme commun avec les autres partis verts européens basé sur un programme clairement écologiste. Avec 8,4 % des voix, ils restent stables par rapport aux élections précédentes.
À la fin des années 1980, les Verts comptent des élus dans huit des onze parlements régionaux d'Allemagne de l'Ouest, avec des scores culminant à 11,8 % à Berlin en 1989. Dans plusieurs de ces parlements, ils dépassent le FDP, devenant ainsi la troisième force politique derrière les sociaux-démocrates et les démocrates-chrétiens. Mordant sur l'électorat du SPD, ils en réduisent l'influence, mais créent en même la possibilité de nouvelles coalitions électorales avec eux. Au niveau local, ils comptent environ 7000 élus et sont particulièrement présents dans les grandes villes. Ils bénéficient d'une forte présence des thématiques écologiques dans les médias, que ce soit à cause des pluies acides ou de problèmes locaux, ou en raison de la catastrophe de Bhopal le 3 décembre 1984, de la catastrophe nucléaire de Tchernobyl le 26 avril 1986 et de la catastrophe de Schweizerhalle à Bâle le 1er novembre 1986. Les sondages montrent qu'ils sont jugés le parti le plus compétent en matière environnementale.
Cependant, lors des élections générales qui suivent la réunification allemande, fin 1990, ils enregistrent un revers et ne sont plus représentés. En revanche, Alliance 90 (Bündnis 90), un groupe oppositionnel de l'ex-Allemagne de l'Est de tendance alternative, allié au Parti vert de l'ex-RDA, obtient quelques sièges sur le quota réservé à l'ex-RDA à la faveur des dispositions transitoires spécifiques à ce scrutin de la réunification. Verts et Alliance 90 décident de fusionner en 1993, le parti prenant alors son nom actuel.

### Entre 1998 et 2005: participation au gouvernement fédéral
Joschka Fischer participe à la fondation des Verts en 1982, avec notamment Otto Schily, qui fut notamment l’un des avocats de la Fraction armée rouge, qui deviendra quant à lui ministre de l’intérieur du gouvernement Schröder. Ces deux hommes auront avec Cohn-Bendit une influence décisive au début de la coalition rouge-verte : la suppression du droit du sang dans l’attribution de la nationalité allemande et l’engagement dans le maintien de la paix, avec l’envoi de soldats au Kosovo.
Une partie des membres historiques des Verts quittent le parti en 1999 pour protester contre la décision des instances fédérales d’approuver la participation allemande à la guerre du Kosovo. L’abandon du pacifisme entraine peu à peu le départ de nombreux militants et le déplacement du parti plus à droite.
En 2000, à l’université Humboldt de Berlin, Joschka Fischer appelle à la relance de l’Union européenne grâce à l’adoption d’une constitution et à une avant-garde d’une fédération européenne à venir. Après la chute des talibans en Afghanistan, il aide à la reconstruction avec l’organisation de la conférence de Petersberg à la fin de l’année 2001. En 2003, il semble intéressé par le poste de ministre des Affaires étrangères de l’UE.
À la conférence sur la sécurité de Munich, il désapprouve l’intervention américaine en Irak en lançant en anglais à Donald Rumsfeld : « I’m not convinced. » (« Je ne suis pas convaincu. »).

À propos de la coalition rouge-verte, Fischer déclare en 2005 : 

« Le chapitre rouge-vert, écrit par ma génération, est irrévocablement clos. Le chapitre suivant sera écrit par des plus jeunes, les moins de quarante ans. »

Sur les questions économiques, le parti se prononce en faveur des baisses d’impôts octroyées durant les années Schröder aux ménages les plus fortunés. Il soutient également les réformes Hartz qui instaurent l'un des systèmes d’assurance-chômage les plus coercitifs d’Europe. Pour ces raisons, le parti est beaucoup plus apprécié des classes aisées et moyennes que des classes populaires..

### Les années 2010 et la progression
Après un score historique de 10,7 % des voix aux élections fédérales de septembre 2009, Les Verts s'associent au SPD pour reprendre au centre droit le Land de Rhénanie-du-Nord-Westphalie, en 2010.
L'année suivante, l'écologiste Winfried Kretschmann, grâce à une coalition avec les sociaux-démocrates, devient Ministre-président de Bade-Wurtemberg et le premier Vert à diriger un gouvernement en Allemagne. À la fin de l'année, ayant dépassé les 5 % des voix en Mecklembourg-Poméranie-Occidentale, le parti est présent dans tous les parlements du pays.
Au cours de l'année 2012, leur candidat Fritz Kuhn remporte la mairie de Stuttgart.

### 2012: la primaire interne
En octobre 2012, dans une élection sans précédent, les membres du parti choisissent Jürgen Trittin et Katrin Göring-Eckardt pour figurer en tête de la liste des candidats pour les élections au Bundestag prévues pour 2013.
Historiquement positionné à gauche et allié naturel du SPD, le parti évolue cependant au début du XXIe siècle vers des positions plus centristes, ce qui ne rend dès 2013 plus improbable la création d'une coalition fédérale entre les Verts et les conservateurs de la CDU, ce type d'alliance ayant, de plus, déjà eu lieu localement. Les positions écologistes de la chancelière Angela Merkel sur le nucléaire jouent aussi dans cette évolution.
En septembre 2013, les Verts se retrouvent au centre d'une polémique sur la pédophilie alors qu'un chercheur révèle que le parti et plusieurs personnalités notables, dont son porte-parole au Bundestag, Jürgen Trittin, ont milité dans les années 1980 pour la dépénalisation des relations entre enfants et adultes ; des archives révèlent également que le parti a financé des associations poursuivant cet objectif,. En dépit du mea-culpa de Trittin, les Verts pâtissent de ce scandale alors que la campagne pour les élections législatives suit son cours ; crédités de 15 % un an auparavant, ils chutent alors à 9 %. Ils obtiennent finalement 8,4 % des voix, soit 2,3 points de moins qu'en 2009 et ne sont plus que la quatrième force politique du pays, derrière Die Linke. En conséquence de cet échec, Jürgen Trittin et Katrin Göring-Eckardt démissionnent de leurs fonctions à la tête du parti.
L'année 2016 est marquée par des performances contrastées dans les Länder. Si le parti se maintient au pouvoir dans le Bade-Wurtemberg, au moyen d'une coalition avec les chrétiens-démocrates, il régresse en Rhénanie-Palatinat, où il reste au gouvernement dans le cadre d'une coalition avec les sociaux-démocrates et les libéraux, en Saxe-Anhalt, où il accède au pouvoir avec une coalition avec la CDU et le SPD, et Mecklembourg-Poméranie-Occidentale, où il se trouve exclu du Landtag. À cette occasion, il n'est plus représenté dans l'ensemble des assemblées parlementaires allemandes.
Les Verts sont passés de 65 000 membres en 2017 à 85 000 en 2019. Leur électorat est plutôt jeune et féminin, mais possède surtout un fort capital culturel et un capital financier confortable. Leurs zones de faiblesse se trouvent d’ailleurs dans les Länder les plus pauvres, notamment dans l'est de l’Allemagne.

### Retour dans le gouvernement fédéral (2021-2025)
À la suite des élections fédérales de septembre 2021, qui voient les Verts remporter 118 sièges au Bundestag, soit 51 de plus que lors des précédentes élections, le parti annonce son intention d'entamer des négociations pour la formation d'un gouvernement aussi bien avec les dirigeants du SPD que de la CDU/CSU. Le 6 octobre, les Verts se disent prêt à ouvrir des négociations exploratoires avec le parti social-démocrate dans l'optique de mettre en place une coalition en feu tricolore incluant le parti libéral-démocrate. Le 15 octobre, les dirigeants des trois partis annoncent s'être mis d'accord sur la formation d'un gouvernement et, même si des tensions apparaissent à la mi-novembre, notamment sur la question des mesures de lutte contre le réchauffement climatique, l'accord-cadre de gouvernement est maintenu. Le 8 décembre, Olaf Scholz est alors élu chancelier par le Bundestag à la tête d'un gouvernement de coalition incluant les Verts et le Parti libéral-démocrate. Il s'agit là de la première coalition en feu tricolore au niveau fédéral. En 2021, face aux menaces russes de couper le gaz, le ministre écologiste Robert Habeck relance les centrales au charbon, à rebours de toutes ses convictions.
Aux élections européennes de juin 2024, le parti connaît « une véritable bérézina », tombant à 11.9 % des voix. Les Verts ont été notamment pénalisés par l'impopularité de la loi sur le chauffage visant à l’interdiction d’installer des chauffages au gaz et au fioul, présentée en 2023 par le ministre de l’Économie et du Climat, Robert Habeck, et la suppression progressive de certaines aides aux agriculteurs, comme les subventions sur le gazole agricole,. Pour Der Tagesspiegel, « de larges pans de la société se considèrent menacés par les Verts – culturellement et financièrement ». Focus considère que le parti qui se voulait un parti de gouvernement s'est lui-même marginalisé aux yeux de la plupart des électeurs en défendant des questions sociopolitiques de niche avec une « politique trans » et s’est éloigné de la population avec une « politique migratoire agressive ».
Début septembre, leur résultat trop faible aux élections en Thuringe (3,2 % des voix) les fait sortir du parlement régional, ; tandis que leurs 5,1 % des voix en Saxe leur permettant de se maintenir tout juste au-dessus de la barre des 5 % nécessaires pour être représentés au Parlement régional. Aux élections dans le Brandebourg du 22 septembre, les écologistes sont en dessous de la barre des 5 % et ne seront plus représentés au Parlement régional. Pour Die Tageszeitung, « les résultats des Verts dans le Brandebourg se lisent comme une chronique du déclin de ces dernières années ». Les sondages montrent, en particulier, que les jeunes électeurs se détournent des Verts,. En raison de ces très mauvais résultats, le 25 septembre, Ricarda Lang et Omid Nouripour, annoncent leur démission de la tête du parti.
À la suite de désaccords avec les Libéraux-démocrates, la coalition « feu tricolore » est rompue le 6 novembre 2024. Le gouvernement perd un vote de confiance au Bundestag le 16 décembre 2024, ouvrant ainsi la voie à sa dissolution par le Président fédéral Frank-Walter Steinmeier le 27 décembre et à la convocation des élections fédérales anticipées pour le 23 février 2025. Le gouvernement demeure en fonction pour expédier les affaires courantes jusqu'au 6 mai 2025, date de l'entrée en fonction du nouveau gouvernement renouant avec la pratique de la « grande coalition » entre Démocrates-chrétiens et Sociaux-démocrates.

## Prises de positions
Lors de la campagne électorale de 2021, le parti décrit la Chine comme une « rivale systémique » de l’Europe et indique qu'il « faut exercer davantage de pression » sur la Russie.

## Résultats électoraux

### Élections au Bundestag
| Année | %    | Mandats   | Rang | Tête(s) de liste                        | Gouvernement        |
| ----- | ---- | --------- | ---- | --------------------------------------- | ------------------- |
| 1980  | 1,5  | 0 / 519   | 4e   |                                         | Extra-parlementaire |
| 1983  | 5,6  | 28 / 520  | 4e   | Petra Kelly                             | Opposition          |
| 1987  | 8,3  | 44 / 519  | 4e   | Petra Kelly                             | Opposition          |
| 1990  | 5,1  | 8 / 662   | 4e   | Petra Kelly                             | Opposition          |
| 1994  | 7,3  | 49 / 672  | 3e   | Antje Vollmer                           | Opposition          |
| 1998  | 6,7  | 47 / 669  | 3e   | Joschka Fischer                         | Schröder I          |
| 2002  | 8,6  | 55 / 603  | 3e   | Joschka Fischer                         | Schröder II         |
| 2005  | 8,1  | 51 / 614  | 5e   | Joschka Fischer                         | Opposition          |
| 2009  | 10,7 | 68 / 622  | 5e   | Jürgen Trittin                          | Opposition          |
| 2013  | 8,4  | 63 / 631  | 4e   | Jürgen Trittin et Katrin Göring-Eckardt | Opposition          |
| 2017  | 8,9  | 67 / 709  | 6e   | Katrin Göring-Eckardt et Cem Özdemir    | Opposition          |
| 2021  | 14,8 | 118 / 736 | 3e   | Annalena Baerbock                       | Scholz              |
| 2025  | 11,6 | 85 / 630  | 4e   | Robert Habeck                           | Opposition          |

### Élections européennes
| Année | %    | Mandats | Rang | Tête(s) de liste                 | Groupe    |
| ----- | ---- | ------- | ---- | -------------------------------- | --------- |
| 1979  | 3,2  | 0 / 78  | 4e   |                                  |           |
| 1984  | 8,2  | 7 / 78  | 3e   |                                  | ARC       |
| 1989  | 8,4  | 7 / 78  | 3e   |                                  | Verts     |
| 1994  | 10,1 | 12 / 99 | 3e   |                                  | Verts     |
| 1999  | 6,4  | 7 / 99  | 3e   |                                  | Verts/ALE |
| 2004  | 11,9 | 13 / 99 | 3e   |                                  | Verts/ALE |
| 2009  | 12,1 | 14 / 99 | 3e   | Rebecca Harms Reinhard Bütikofer | Verts/ALE |
| 2014  | 10,7 | 12 / 96 | 3e   | Rebecca Harms                    | Verts/ALE |
| 2019  | 20,5 | 21 / 96 | 2e   | Ska Keller Sven Giegold          | Verts/ALE |
| 2024  | 11,9 | 12 / 96 | 4e   | Terry Reintke Sergey Lagodinsky  | Verts/ALE |

### Élections dans les Länder

Représentation actuelle de l'Alliance 90/Les Verts dans les Länder
à la tête du gouvernement
membre de la coalition gouvernementale
dans l'opposition

| Année | BW   | BY   | BE   | BB      | HB   | HH    | HE   | MV   | NI   | NW   | RP   | SL   | SN   | ST  | SH   | TH  |
| ----- | ---- | ---- | ---- | ------- | ---- | ----- | ---- | ---- | ---- | ---- | ---- | ---- | ---- | --- | ---- | --- |
| 1980  | 5,3  |      |      |         |      |       |      |      |      | 3,6  |      | 2,9  |      |     |      |     |
| 1981  | 5,3  | 7,2  |      |         |      |       |      |      |      | 3,6  |      | 2,9  |      |     |      |     |
| 1982  | 5,3  | 7,2  | 4,6  | 7,7 6,8 | 8,0  | 6,5   |      |      |      | 3,6  |      | 2,9  |      |     |      |     |
| 1983  | 5,3  | 7,2  | 4,6  | 7,7 6,8 | 5,4  | 6,5   | 5,9  | 4,5  | 3,6  | 3,6  |      | 2,9  |      |     |      |     |
| 1984  | 8,0  | 7,2  | 4,6  | 7,7 6,8 | 5,4  | 6,5   | 5,9  | 4,5  | 3,6  | 3,6  |      | 2,9  |      |     |      |     |
| 1985  | 8,0  | 10,6 | 4,6  | 7,7 6,8 | 5,4  | 6,5   | 5,9  | 4,5  | 3,6  | 4,6  | 2,5  |      |      |     |      |     |
| 1986  | 8,0  | 10,6 | 7,6  | 10,4    | 5,4  | 7,1   | 5,9  | 4,5  | 3,6  | 4,6  | 2,5  |      |      |     |      |     |
| 1987  | 8,0  | 10,6 | 7,6  | 10,7    | 7,0  | 7,1   | 9,4  | 5,9  | 3,9  | 4,6  | 2,5  |      |      |     |      |     |
| 1988  | 7,9  | 10,6 | 7,6  | 10,7    | 7,0  | 7,1   | 9,4  | 5,9  | 2,9  | 4,6  | 2,5  |      |      |     |      |     |
| 1989  | 7,9  | 11,8 | 7,6  | 10,7    | 7,0  | 7,1   | 9,4  | 5,9  | 2,9  | 4,6  | 2,5  |      |      |     |      |     |
| 1990  | 7,9  | 6,4  | 5,0  | 10,7    | 7,0  | 9,3 a | 9,4  | 5,9  | 2,9  | 9,3b | 5,5  | 5,0  | 2,6  | 5,6 | 5,3  | 6,5 |
| 1991  | 7,9  | 6,4  | 5,0  | 11,4    | 7,2  | 9,3 a | 8,8  | 6,5  | 2,9  | 9,3b | 5,5  | 5,0  | 2,6  | 5,6 | 5,3  | 6,5 |
| 1992  | 9,5  | 6,4  | 5,0  | 11,4    | 7,2  | 9,3 a | 8,8  | 6,5  | 5,0c | 9,3b | 5,5  | 5,0  | 2,6  | 5,6 | 5,3  | 6,5 |
| 1993  | 9,5  | 6,4  | 5,0  | 11,4    | 13,5 | 9,3 a | 8,8  | 6,5  | 5,0c | 9,3b | 5,5  | 5,0  | 2,6  | 5,6 | 5,3  | 6,5 |
| 1994  | 9,5  | 5,9  | 5,0  | 11,4    | 13,5 | 2,9   | 8,8  | 6,5  | 5,0c | 3,7  | 7,4  | 5,0  | 5,5  | 4,1 | 5,1  | 4,5 |
| 1995  | 9,5  | 5,9  | 13,2 | 13,1    | 13,5 | 2,9   | 11,2 | 6,5  | 5,0c | 3,7  | 7,4  | 10,0 | 5,5  | 4,1 | 5,1  | 4,5 |
| 1996  | 12,1 | 5,9  | 13,2 | 13,1    | 13,5 | 2,9   | 11,2 | 6,9  | 8,1  | 3,7  | 7,4  | 10,0 | 5,5  | 4,1 | 5,1  | 4,5 |
| 1997  | 12,1 | 5,9  | 13,2 | 13,1    | 13,9 | 2,9   | 11,2 | 6,9  | 8,1  | 3,7  | 7,4  | 10,0 | 5,5  | 4,1 | 5,1  | 4,5 |
| 1998  | 12,1 | 5,9  | 13,2 | 13,1    | 13,9 | 2,9   | 11,2 | 6,9  | 8,1  | 2,7  | 7,0  | 10,0 | 5,5  | 4,1 | 3,2  | 4,5 |
| 1999  | 12,1 | 5,9  | 9,9  | 1,9     | 13,9 | 9,0   | 7,2  | 6,9  | 8,1  | 2,7  | 7,0  | 10,0 | 3,2  | 2,6 | 3,2  | 1,9 |
| 2000  | 12,1 | 5,9  | 9,9  | 1,9     | 13,9 | 9,0   | 7,2  | 6,9  | 7,1  | 2,7  | 7,0  | 6,2  | 3,2  | 2,6 | 3,2  | 1,9 |
| 2001  | 7,7  | 5,9  | 9,1  | 1,9     | 8,5  | 9,0   | 7,2  | 5,2  | 7,1  | 2,7  | 7,0  | 6,2  | 3,2  | 2,6 | 3,2  | 1,9 |
| 2002  | 7,7  | 5,9  | 9,1  | 1,9     | 8,5  | 9,0   | 7,2  | 5,2  | 7,1  | 2,6  | 7,0  | 6,2  | 3,2  | 2,6 | 2,0  | 1,9 |
| 2003  | 7,7  | 7,7  |      | 1,9     | 8,5  | 12,8  | 10,1 | 5,2  | 7,1  | 2,6  | 7,6  | 6,2  | 3,2  | 2,6 | 2,0  | 1,9 |
| 2004  | 7,7  | 7,7  | 3,6  | 12,3    | 5,6  | 12,8  | 10,1 | 5,2  | 7,1  | 2,6  | 7,6  | 6,2  | 5,1  | 4,5 | 2,0  |     |
| 2005  | 7,7  | 7,7  | 3,6  | 12,3    | 5,6  | 12,8  | 10,1 | 5,2  | 6,2  | 2,6  | 7,6  | 6,2  | 5,1  | 4,5 | 2,0  |     |
| 2006  | 11,7 | 7,7  | 3,6  | 12,3    | 5,6  | 12,8  | 10,1 | 13,1 | 6,2  | 3,6  | 7,6  | 6,2  | 5,1  | 4,5 | 4,6  | 3,6 |
| 2007  | 11,7 | 7,7  | 3,6  | 12,3    | 5,6  | 16,5  | 10,1 | 13,1 | 6,2  | 3,6  | 7,6  | 6,2  | 5,1  | 4,5 | 4,6  | 3,6 |
| 2008  | 11,7 | 9,4  | 3,6  | 9,6     | 5,6  | 16,5  | 7,5  | 13,1 | 6,2  | 3,6  | 8,0  | 6,2  | 5,1  | 4,5 | 4,6  | 3,6 |
| 2009  | 11,7 | 9,4  | 5,7  | 9,6     | 13,7 | 16,5  | 5,9  | 13,1 | 6,2  | 3,6  | 8,0  | 6,4  | 12,4 | 6,2 | 4,6  | 3,6 |
| 2010  | 11,7 | 9,4  | 5,7  | 9,6     | 13,7 | 16,5  | 5,9  | 13,1 | 12,1 | 3,6  | 8,0  | 6,4  | 12,4 | 6,2 | 4,6  | 3,6 |
| 2011  | 24,2 | 9,4  | 5,7  | 17,6    | 13,7 | 22,5  | 5,9  | 11,2 | 12,1 | 8,7  | 8,0  | 6,4  | 12,4 | 6,2 | 15,4 | 7,1 |
| 2012  | 24,2 | 9,4  | 5,7  | 17,6    | 13,7 | 22,5  | 11,3 | 11,2 | 5,0  | 8,7  | 8,0  | 6,4  | 13,2 | 6,2 | 15,4 | 7,1 |
| 2013  | 24,2 | 8,6  | 5,7  | 17,6    | 11,1 | 22,5  | 11,3 | 11,2 | 5,0  | 8,7  | 13,7 | 6,4  | 13,2 | 6,2 | 15,4 | 7,1 |
| 2014  | 24,2 | 8,6  | 6,2  | 17,6    | 11,1 | 22,5  | 11,3 | 11,2 | 5,0  | 8,7  | 13,7 | 5,7  | 13,2 | 5,7 | 15,4 | 7,1 |
| 2015  | 24,2 | 8,6  | 6,2  | 17,6    | 11,1 | 15,1  | 11,3 | 12,2 | 5,0  | 8,7  | 13,7 | 5,7  | 13,2 | 5,7 | 15,4 | 7,1 |
| 2016  | 30,3 | 8,6  | 6,2  | 15,2    | 11,1 | 15,1  | 11,3 | 12,2 | 5,0  | 4,8  | 13,7 | 5,7  | 13,2 | 5,7 | 5,3  | 5,2 |
| 2017  | 30,3 | 8,6  | 6,2  | 15,2    | 11,1 | 15,1  | 8,7  | 12,2 | 6,4  | 4,8  | 4,0  | 5,7  | 12,9 | 5,7 | 5,3  | 5,2 |
| 2018  | 30,3 | 17,6 | 6,2  | 15,2    | 19,8 | 15,1  | 8,7  | 12,2 | 6,4  | 4,8  | 4,0  | 5,7  | 12,9 | 5,7 | 5,3  | 5,2 |
| 2019  | 30,3 | 17,6 | 10,8 | 15,2    | 19,8 | 17,4  | 8,7  | 12,2 | 6,4  | 4,8  | 4,0  | 8,6  | 12,9 | 5,2 | 5,3  | 5,2 |
| 2020  | 30,3 | 17,6 | 10,8 | 15,2    | 19,8 | 17,4  | 8,7  | 24,2 | 6,4  | 4,8  | 4,0  | 8,6  | 12,9 | 5,2 | 5,3  | 5,2 |
| 2021  | 32,6 | 17,6 | 10,8 | 18,9    | 19,8 | 17,4  | 8,7  | 24,2 | 6,4  | 6,3  | 4,0  | 8,6  | 12,9 | 5,2 | 9,3  | 5,9 |
| 2022  | 32,6 | 17,6 | 10,8 | 18,9    | 19,8 | 17,4  | 14,5 | 24,2 | 18,2 | 6,3  | 5,0d | 8,6  | 18,3 | 5,2 | 9,3  | 5,9 |
| 2023  | 32,6 | 14,4 | 10,8 | 18,4    | 11,9 | 14,8  | 14,5 | 24,2 | 18,2 | 6,3  | 5,0d | 8,6  | 18,3 | 5,2 | 9,3  | 5,9 |
| 2024  | 32,6 | 14,4 | 4,1  | 18,4    | 11,9 | 14,8  | 14,5 | 24,2 | 18,2 | 6,3  | 5,0d | 5,1  | 18,3 | 3,2 | 9,3  | 5,9 |
| 2025  | 32,6 | 14,4 | 4,1  | 18,4    | 11,9 | 14,8  | 14,5 | 18,5 | 18,2 | 6,3  | 5,0d | 5,1  | 18,3 | 3,2 | 9,3  | 5,9 |

a Bündnis 90: 6,4 %, Grüne: 2,8 %

b Grüne: 4,2 %, Neues Forum: 2,9 %, Bündnis 90: 2,2 %

c Précisément 4,97 % donc sous la barre des 5 % nécessaire pour obtenir une représentation

d Précisément 4,99 % donc sous la barre des 5 % nécessaire pour obtenir une représentation

#### Bade-Wurtemberg
| Année | %    | Sièges   | Position | Gouvernement    |
| ----- | ---- | -------- | -------- | --------------- |
| 1980  | 5,3  | 6 / 124  | 4e       | Opposition      |
| 1984  | 8,0  | 9 / 126  | 3e       | Opposition      |
| 1988  | 7,9  | 10 / 125 | 3e       | Opposition      |
| 1992  | 9,5  | 13 / 146 | 4e       | Opposition      |
| 1996  | 12,1 | 19 / 155 | 3e       | Opposition      |
| 2001  | 7,7  | 10 / 128 | 4e       | Opposition      |
| 2006  | 11,7 | 17 / 139 | 3e       | Opposition      |
| 2011  | 24,2 | 36 / 138 | 2e       | Kretschmann I   |
| 2016  | 30,3 | 47 / 143 | 1er      | Kretschmann II  |
| 2021  | 32,6 | 58 / 154 | 1er      | Kretschmann III |

#### Basse-Saxe
| Année | %     | Sièges   | Position |
| ----- | ----- | -------- | -------- |
| 1982  | 6,5   | 11 / 171 | 3e       |
| 1986  | 7,1   | 11 / 155 | 3e       |
| 1990  | 5,5   | 8 / 155  | 4e       |
| 1994  | 7,4   | 13 / 161 | 3e       |
| 1998  | 7,0   | 12 / 157 | 3e       |
| 2003  | 7,6   | 14 / 183 | 4e       |
| 2008  | 8,0   | 12 / 152 | 4e       |
| 2013  | 13,7  | 20 / 137 | 3e       |
| 2017  | 8,7   | 12 / 137 | 3e       |
| 2022  | 14,54 | 24 / 146 | 3e       |

#### Bavière
| Année | %    | Sièges   | Position | Gouvernement |
| ----- | ---- | -------- | -------- | ------------ |
| 1998  | 5,7  | 14 / 204 | 3e       | Opposition   |
| 2003  | 7,7  | 15 / 180 | 3e       | Opposition   |
| 2008  | 9,4  | 19 / 187 | 4e       | Opposition   |
| 2013  | 8,6  | 18 / 180 | 4e       | Opposition   |
| 2018  | 17,6 | 38 / 205 | 2e       | Opposition   |
| 2023  | 14,4 | 32 / 203 | 4e       | Opposition   |

#### Berlin
| Année | %     | Sièges   | Position | Gouvernement                                  |
| ----- | ----- | -------- | -------- | --------------------------------------------- |
| 2001  | 9,1   | 14 / 141 | 5e       | Wowereit I (2001-2002) Opposition (2002-2006) |
| 2006  | 13,1  | 23 / 149 | 4e       | Opposition                                    |
| 2011  | 17,6  | 29 / 149 | 3e       | Opposition                                    |
| 2016  | 15,2  | 27 / 160 | 3e       | Müller II                                     |
| 2021  | 18,88 | 32 / 147 | 2e       | Giffey                                        |
| 2023  | 18,39 | 34 / 159 | 3e       | Opposition                                    |

#### Brandebourg
| Année | %    | Sièges  | Position |
| ----- | ---- | ------- | -------- |
| 1990  | 9,3  | 6 / 88  | 4e       |
| 1994  | 2,9  | 0 / 88  | 4e       |
| 1999  | 1,9  | 0 / 89  | 5e       |
| 2004  | 3,6  | 0 / 88  | 5e       |
| 2009  | 5,7  | 5 / 88  | 5e       |
| 2014  | 6,2  | 6 / 88  | 5e       |
| 2019  | 10,8 | 10 / 88 | 4e       |
| 2024  | 4,1  | 0 / 88  | 5e       |

#### Brême
| Année | %    | Sièges   | Position |
| ----- | ---- | -------- | -------- |
| 1991  | 11,4 | 11 / 100 | 3e       |
| 1995  | 13,1 | 14 / 100 | 3e       |
| 1999  | 9,0  | 10 / 100 | 3e       |
| 2003  | 12,8 | 12 / 83  | 3e       |
| 2007  | 16,5 | 14 / 83  | 3e       |
| 2011  | 22,5 | 21 / 83  | 2e       |
| 2015  | 15,1 | 14 / 83  | 3e       |
| 2019  | 17,4 | 16 / 84  | 3e       |
| 2023  | 11,9 | 11 / 87  | 3e       |

#### Hambourg
| Année | %    | Sièges   | Position |
| ----- | ---- | -------- | -------- |
| 2001  | 8,6  | 11 / 121 | 4e       |
| 2004  | 12,3 | 17 / 121 | 3e       |
| 2008  | 9,6  | 12 / 121 | 3e       |
| 2011  | 11,2 | 14 / 121 | 3e       |
| 2015  | 12,3 | 15 / 121 | 3e       |
| 2020  | 24,2 | 33 / 121 | 2e       |

#### Hesse
| Année | %    | Sièges   | Position |
| ----- | ---- | -------- | -------- |
| 2003  | 10,1 | 12 / 110 | 3e       |
| 2008  | 7,5  | 9 / 110  | 4e       |
| 2009  | 13,7 | 17 / 118 | 4e       |
| 2013  | 11,1 | 14 / 110 | 3e       |
| 2018  | 19,8 | 29 / 137 | 3e       |
| 2023  | 14,8 | 22 / 133 | 4e       |

#### Mecklembourg-Poméranie-Occidentale
| Année | %    | Sièges | Position | Gouvernement        |
| ----- | ---- | ------ | -------- | ------------------- |
| 1990  | 6,4  | 0 / 66 | 4e       | Extra-parlementaire |
| 1994  | 3,7  | 0 / 71 | 5e       | Extra-parlementaire |
| 1998  | 2,7  | 0 / 71 | 5e       | Extra-parlementaire |
| 2002  | 2,6  | 0 / 71 | 5e       | Extra-parlementaire |
| 2006  | 3,4  | 0 / 71 | 5e       | Extra-parlementaire |
| 2011  | 8,7  | 7 / 71 | 4e       | Opposition          |
| 2016  | 4,8  | 0 / 71 | 5e       | Extra-parlementaire |
| 2021  | 6,30 | 5 / 79 | 5e       | Opposition          |

#### Rhénanie-du-Nord-Westphalie
| Année | %     | Sièges   | Position |
| ----- | ----- | -------- | -------- |
| 2000  | 7,1   | 17 / 231 | 4e       |
| 2005  | 6,2   | 12 / 187 | 4e       |
| 2010  | 12,1  | 23 / 181 | 3e       |
| 2012  | 11,3  | 29 / 237 | 3e       |
| 2017  | 6,4   | 14 / 199 | 5e       |
| 2022  | 18,19 | 39 / 195 | 3e       |

#### Rhénanie-Palatinat
| Année | %    | Sièges   | Position |
| ----- | ---- | -------- | -------- |
| 1996  | 6,9  | 7 / 101  | 4e       |
| 2001  | 5,2  | 6 / 101  | 4e       |
| 2006  | 4,6  | 0 / 101  | 4e       |
| 2011  | 15,4 | 18 / 101 | 3e       |
| 2016  | 5,3  | 6 / 101  | 5e       |
| 2021  | 9,3  | 10 / 101 | 3e       |

#### Sarre
| Année | %    | Sièges | Position | Gouvernement                                           |
| ----- | ---- | ------ | -------- | ------------------------------------------------------ |
| 1980  | 2,9  | 0 / 51 | 4e       | Extra-parlementaire                                    |
| 1985  | 2,5  | 0 / 51 | 4e       | Extra-parlementaire                                    |
| 1990  | 2,6  | 0 / 51 | 5e       | Extra-parlementaire                                    |
| 1994  | 5,53 | 3 / 51 | 3e       | Opposition                                             |
| 1999  | 3,2  | 0 / 51 | 3e       | Extra-parlementaire                                    |
| 2004  | 5,6  | 3 / 51 | 3e       | Opposition                                             |
| 2009  | 5,9  | 3 / 51 | 5e       | Müller III (2009-2011) Kramp-Karrenbauer I (2011-2012) |
| 2012  | 5,0  | 2 / 51 | 5e       | Opposition                                             |
| 2017  | 4,0  | 0 / 51 | 5e       | Extra-parlementaire                                    |
| 2022  | 4,99 | 0 / 51 | 4e       | Extra-parlementaire                                    |

#### Saxe
| Année | %   | Sièges   | Position |
| ----- | --- | -------- | -------- |
| 1990  | 5,6 | 10 / 160 | 4e       |
| 1994  | 4,1 | 0 / 120  | 4e       |
| 1999  | 2,6 | 0 / 120  | 4e       |
| 2004  | 5,1 | 6 / 124  | 6e       |
| 2009  | 6,4 | 9 / 132  | 5e       |
| 2014  | 5,7 | 8 / 126  | 5e       |
| 2019  | 8,6 | 12 / 119 | 4e       |
| 2024  | 5,1 | 7 / 120  | 5e       |

#### Saxe-Anhalt
| Année | %    | Sièges  | Position |
| ----- | ---- | ------- | -------- |
| 2002  | 2,0  | 0 / 115 | 6e       |
| 2006  | 3,6  | 0 / 97  | 5e       |
| 2011  | 7,1  | 9 / 105 | 4e       |
| 2016  | 5,2  | 5 / 87  | 5e       |
| 2021  | 5,94 | 6 / 97  | 5e       |

#### Schleswig-Holstein
| Année | %     | Sièges  | Position |
| ----- | ----- | ------- | -------- |
| 2000  | 6,2   | 5 / 89  | 4e       |
| 2005  | 6,2   | 4 / 69  | 4e       |
| 2009  | 12,4  | 12 / 95 | 4e       |
| 2012  | 13,2  | 10 / 69 | 3e       |
| 2017  | 12,90 | 10 / 73 | 3e       |
| 2022  | 18,32 | 14 / 69 | 2e       |

#### Thuringe
| Année | %   | Sièges | Position | Gouvernement                             |
| ----- | --- | ------ | -------- | ---------------------------------------- |
| 1990  | 6,5 | 6 / 89 | 5e       | Opposition                               |
| 1994  | 4,5 | 0 / 88 | 4e       | Extra-parlementaire                      |
| 1999  | 1,9 | 0 / 88 | 5e       | Extra-parlementaire                      |
| 2004  | 4,5 | 0 / 88 | 4e       | Extra-parlementaire                      |
| 2009  | 6,2 | 6 / 88 | 5e       | Opposition                               |
| 2014  | 5,7 | 6 / 91 | 5e       | Ramelow I                                |
| 2019  | 5,2 | 5 / 90 | 5e       | Opposition (2020) Ramelow II (2020-2024) |
| 2024  | 3,2 | 0 / 88 | 6e       | Extra-parlementaire                      |

## Personnalités

### Présidents
| 1980        | August Haußleiter (après son départ en juin 1980, Dieter Burgmann), Petra Kelly, Norbert Mann |
| 1981-1982   | Dieter Burgmann, Petra Kelly, Manon Maren-Grisebach                                           |
| 1982-1983   | Manon Maren-Grisebach, Wilhelm Knabe, Rainer Trampert                                         |
| 1983-1984   | Wilhelm Knabe, Rainer Trampert, Rebekka Schmidt                                               |
| 1984-1987   | Rainer Trampert, Lukas Beckmann, Jutta Ditfurth                                               |
| 1987-1989   | Jutta Ditfurth, Regina Michalik, Christian Schmidt                                            |
| 1989-1990   | Ralf Fücks, Ruth Hammerbacher, Verena Krieger                                                 |
| 1990-1991   | Renate Damus, Heide Rühle, Hans-Christian Ströbele                                            |
| 1991-1993   | Ludger Volmer, Christine Weiske                                                               |
| 1993-1994   | Marianne Birthler, Ludger Volmer                                                              |
| 1994-1996   | Krista Sager, Jürgen Trittin                                                                  |
| 1996-1998   | Jürgen Trittin, Gunda Röstel                                                                  |
| 1998-2000   | Gunda Röstel, Antje Radcke (de)                                                               |
| 2000-2001   | Renate Künast, Fritz Kuhn                                                                     |
| 2001-2002   | Fritz Kuhn, Claudia Roth                                                                      |
| 2002-2004   | Angelika Beer, Reinhard Bütikofer                                                             |
| 2004-2008   | Reinhard Bütikofer, Claudia Roth                                                              |
| 2008-2013   | Claudia Roth, Cem Özdemir                                                                     |
| 2013-2018   | Cem Özdemir, Simone Peter                                                                     |
| 2018-2022   | Robert Habeck et Annalena Baerbock                                                            |
| 2022-2024   | Ricarda Lang et Omid Nouripour                                                                |
| depuis 2024 | Felix Banaszak et Franziska Brantner                                                          |

### Autres membres notables
- Daniel Cohn-Bendit : ancien eurodéputé (1994-2014), coprésident du groupe Verts/ALE au Parlement européen (2002-2014).
- Joschka Fischer : ancien vice-chancelier et ministre des Affaires étrangères (1998-2005).
- Volker Beck : premier président du groupe des Verts au Bundestag (2002-2013).
- Rebecca Harms : ancienne eurodéputée (2004-2019), coprésidente du groupe Verts/ALE au Parlement européen (2009-2016).
- Winfried Kretschmann : le premier ministre-président écologiste de l'histoire allemande (Bade-Wurtemberg) depuis 2011.
- Katrin Göring-Eckardt : vice-présidente du Bundestag de 2005 à 2013 et depuis 2021.
- Michaele Schreyer : Commissaire européenne au Budget de 1999 à 2004.

### Membres renommés décédés
- Joseph Beuys : artiste écologiste
- Rudi Dutschke : leader des protestations étudiantes